# Commeaux
Commeaux (kɔ.moⓘ) es una población y comuna francesa, situada en la región de Baja Normandía, departamento de Orne, en el distrito de Argentan y cantón de Argentan-Ouest.

## Demografía
| 132 | 117 | 89 | 84 | 107 | 118 |
| Para los censos de 1962 a 1999 la población legal corresponde a la población sin duplicidades (Fuente: INSEE [Consultar]) |     |    |    |     |     |